# C/2013 V4 (Catalina)
C/2013 V4 (Catalina) — одна з гіперболічних комет. Ця комета була відкрита 9 листопада 2013 року; вона мала 17.7m на час відкриття.